# Federica de Sajonia-Gotha-Altenburgo
Federica de Sajonia-Gotha-Altenburgo (17 de julio de 1715 - 2 de mayo de 1775), fue una noble alemana miembro de la Casa de Wettin y por matrimonio duquesa de Sajonia-Weissenfels. 
Nacida en Gotha, fue la decimoquinta de diecinueve hijos nacidos del matrimonio de Federico II, duque de Sajonia-Gotha-Altenburgo y Magdalena Augusta de Anhalt-Zerbst. De sus dieciocho hermanos mayores y menores, solo ocho sobrevivieron hasta la edad adulta: Federico III, duque de Sajonia-Gotha-Altenburgo, Guillermo, Juan Augusto, Cristián Guillermo, Luis Ernesto, Mauricio, Augusta (por matrimonio princesa de Gales) y Juan Adolfo.

## Vida
En Altemburgo el 27 de noviembre de 1734, Federica se casó con el príncipe Juan Adolfo de Sajonia-Weissenfels como su segunda esposa. Dos años más tarde (1736), Juan Adolfo heredó los dominios paternos después de la muerte de su hermano mayor.
La unión produjo cinco hijos, todos ellos murieron en la infancia:
1. Carlos Federico Adolfo, príncipe hereditario de Sajonia-Weissenfels (Weissenfels, 7 de junio de 1736 - Weissenfels, 24 de marzo de 1737).
2. Juan Adolfo, príncipe hereditario de Sajonia-Weissenfels (Weissenfels, 27 de junio de 1738 - Weissenfels, 21 de octubre de 1738).
3. Augusto Adolfo, príncipe hereditario de Sajonia-Weissenfels (Weissenfels, 6 de junio de 1739 - Weissenfels, 7 de junio de 1740).
4. Juan Jorge Adolfo, príncipe hereditario de Sajonia-Weissenfels (Weissenfels, 17 de mayo de 1740 - Weissenfels, 10 de julio de 1740).
5. Federica Adolfina (Weissenfels, 27 de diciembre de 1741 - Langensalza, 4 de julio de 1751).

Después de la muerte de su esposo en 1746 a la edad de 31 años, Federica se retiró al castillo de Dryburg en Langensalza, el Wittum habitual de las duquesas viudas de la rama Weissenfels. Poco después, adquirió un jardín burgués y más tierras en el este del casco antiguo, frente a las murallas de la ciudad. Entre 1749-1751 se construyó bajo sus órdenes un palacio de estilo rococó llamado el Castillo de Federica (en alemán: Friederikenschlösschen). El edificio tenía techos abuhardillados con buhardillas ornamentadas. Dos casas de caballería flanqueaban el castillo. El parque tiene un invernadero de naranjos y una cochera, que todavía existía hoy en día. El portal de entrada lleva un escudo de armas de la alianza de Sajonia-Gotha-Altenburgo y Sajonia-Weissenfels. La duquesa viuda murió allí a los 59 años. Fue enterrada en la Capilla del castillo de Weissenfels.
Después de la muerte de Federica, su antiguo médico personal, Christian Friedrich Stöller, adquirió la propiedad. Desde 1922 hasta la década de 1990, el castillo estuvo en posesión de Ida Mary Fries-Fiscowitsch. Gracias a los propietarios privados hasta 1945 el interior fue cambiado, pero el exterior permaneció casi intacto. En la década de 1990, el castillo se convirtió en propiedad de la ciudad, y durante 1994-2000 el castillo y el parque fueron renovados. Basado en los planos históricos del castillo, el jardín fue reconstruido en la estructura básica barroca de 1751. Desde 1946, el castillo y el parque se utilizaron para eventos culturales y bodas.